# Epidendrum delicatissimum
Epidendrum delicatissimum är en orkidéart som beskrevs av Heinrich Gustav Reichenbach. Epidendrum delicatissimum ingår i släktet Epidendrum och familjen orkidéer. Inga underarter finns listade i Catalogue of Life.